# Anders Johan Sahlén
Anders Johan Sahlén (1822-1891) est un botaniste suédois.

## Source
- « Index of botanists », sur Harvard University Herbaria & Libraries (consulté le 15 juillet 2015)